# 지포스 4 시리즈

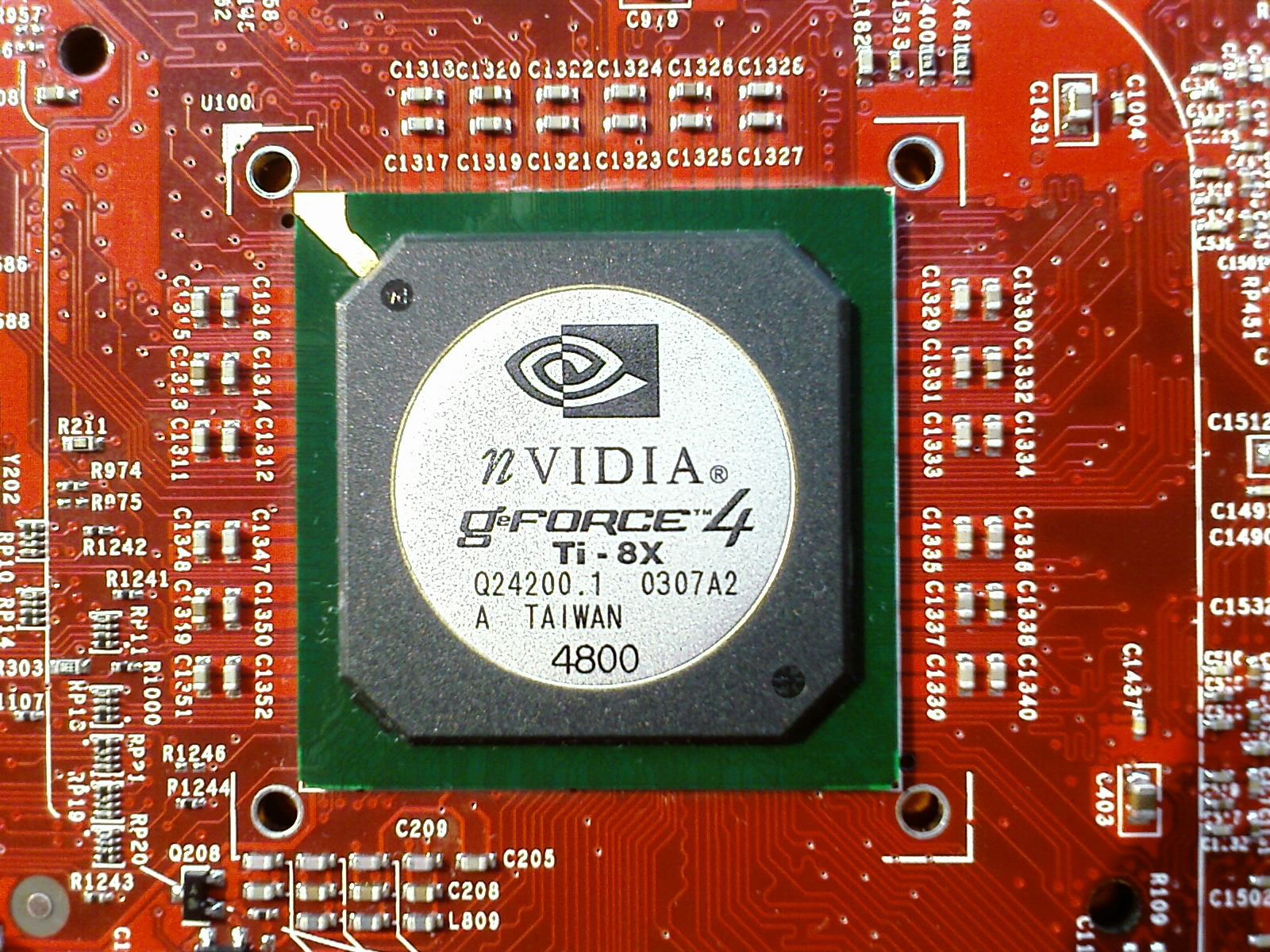
지포스 Ti 4800 GPU

지포스 4 시리즈(GeForce 4, 암호명은 아래 참조)는 엔비디아의 지포스 그래픽 처리 장치(GPU) 라인업의 4세대를 의미한다. 지포스4 제품군에는 고성능 Ti 제품군(NV25)과 보급형 MX 제품군(NV17)의 두 가지가 있다. MX 제품군은 노트북 시장을 위한 거의 동일한 지포스4 Go (NV17M) 제품군을 탄생시켰다. 이 세 제품군은 모두 2002년 초에 발표되었으며, 각 제품군 내의 제품들은 코어 및 메모리 클럭 속도로 구분되었다. 2002년 후반에는 노트북 시장을 위한 네 번째 제품군을 구성하려는 시도가 있었으며, 유일한 구성원은 Ti 라인에서 파생된 지포스4 4200 Go (NV28M)였다.

## 지포스4 Ti

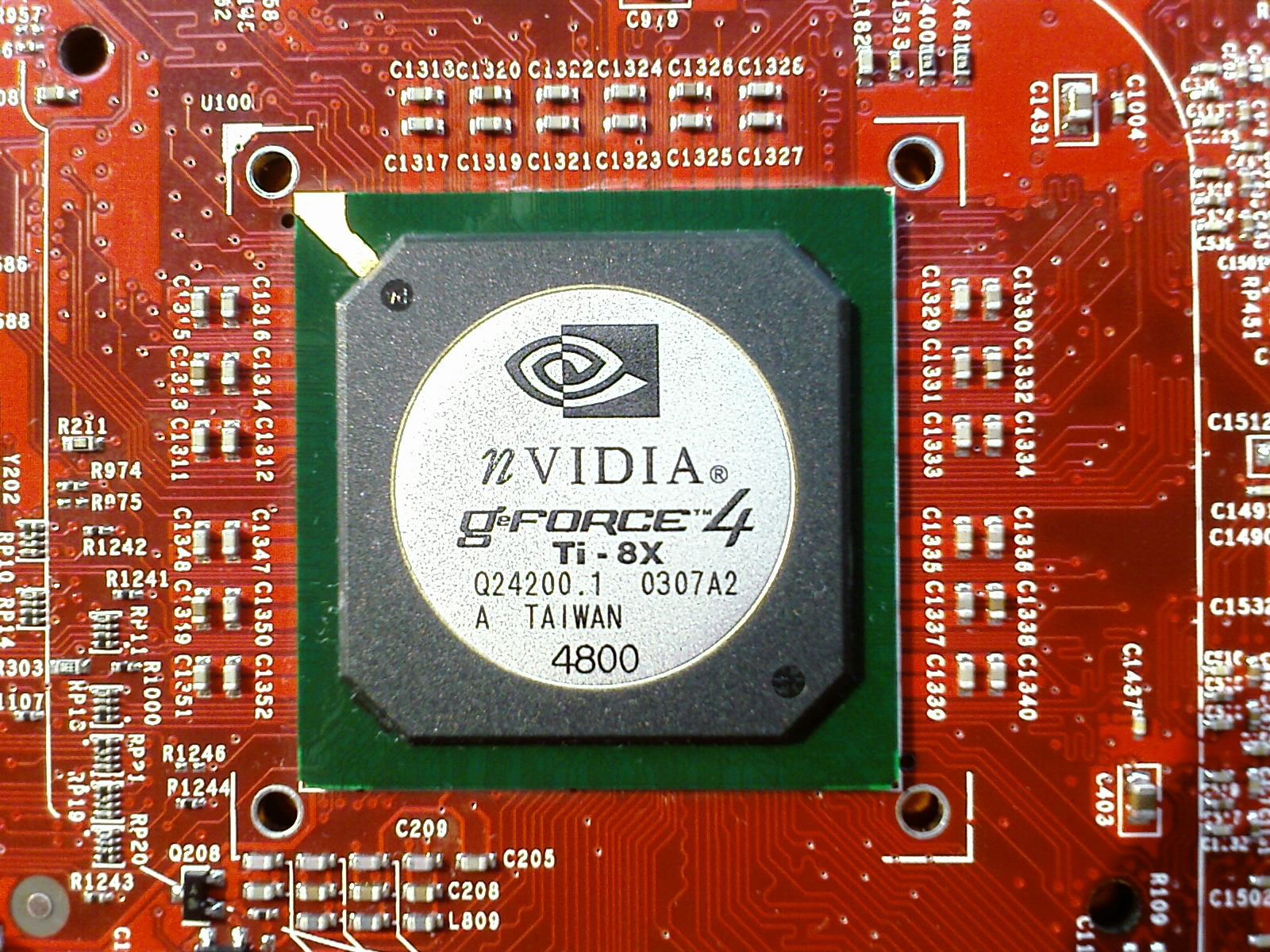
지포스4 Ti 4800 (NV28 울트라) GPU

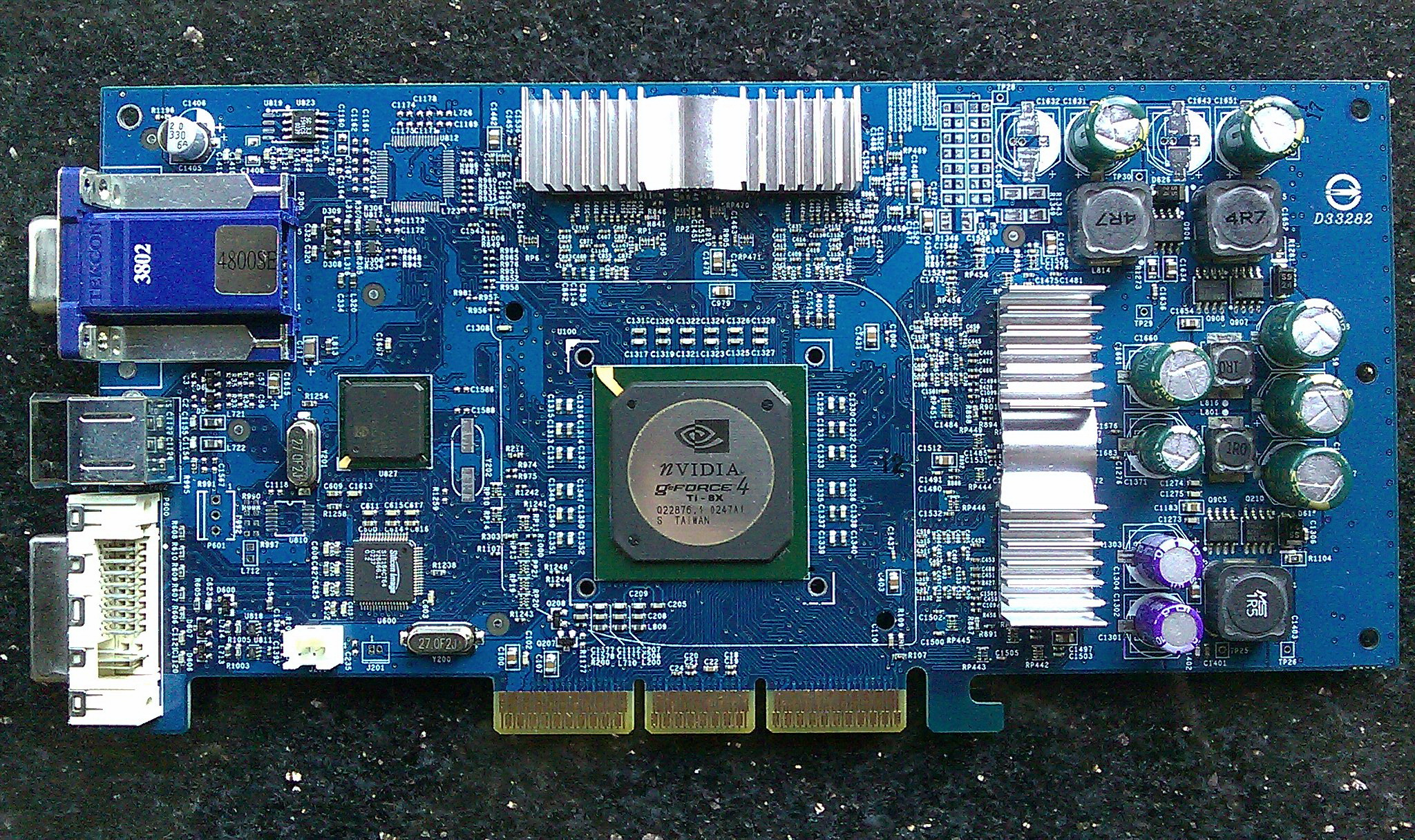
알바트론 지포스4 Ti 4800SE

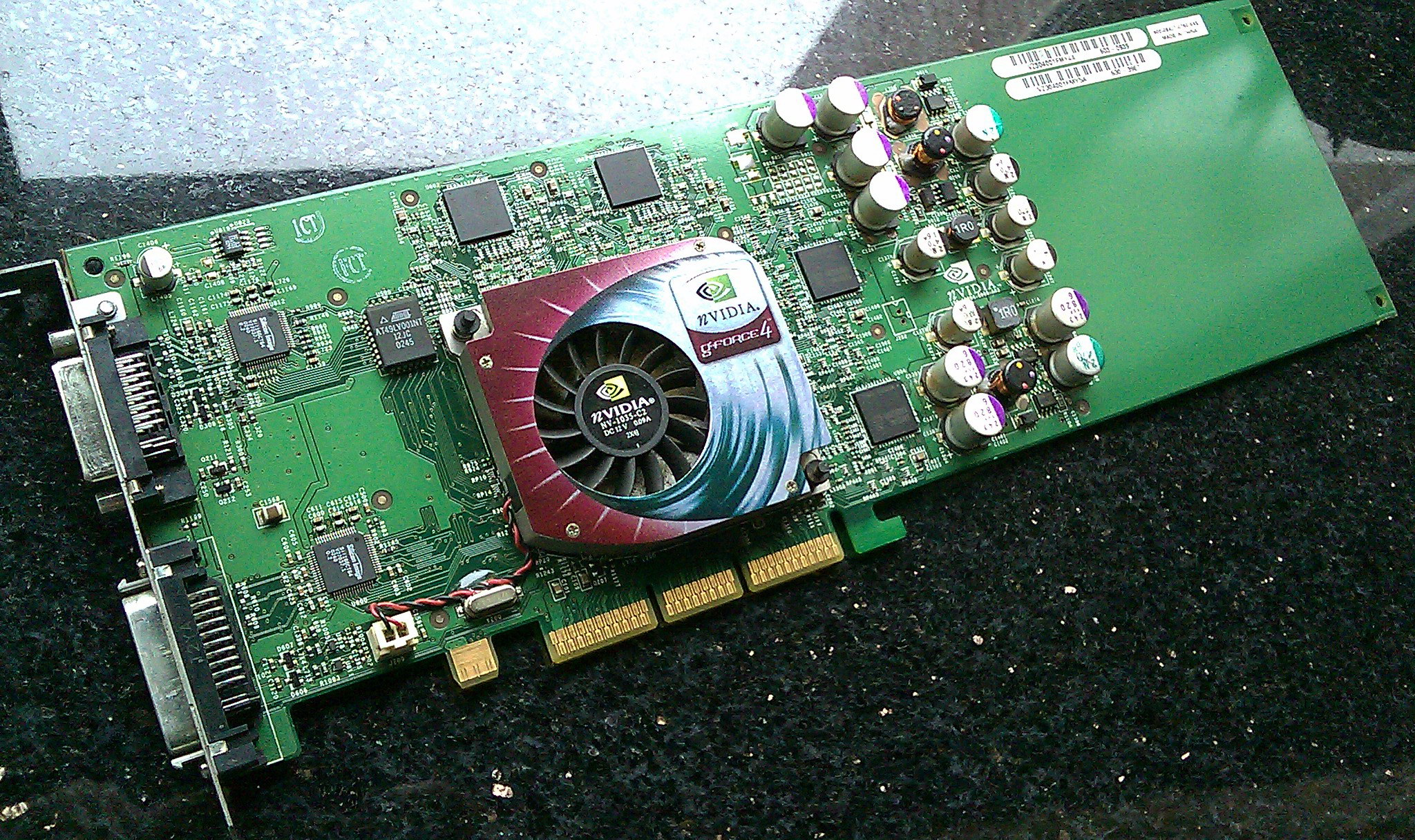
지포스4 Ti 4600 맥

### 아키텍처
지포스4 Ti (NV25)는 2002년 2월에 출시되었으며 지포스 3 (NV20)의 개정판이었다. 이전 모델과 매우 유사했지만, 주요 차이점은 더 높은 코어 및 메모리 클럭 속도, 개정된 메모리 컨트롤러(Lightspeed Memory Architecture II/LMA II로 알려짐), 픽셀 셰이더 1.3까지 지원하는 Direct3D 8.1, 추가 버텍스 셰이더(버텍스 및 픽셀 셰이더는 이제 nFinite FX 엔진 II로 알려짐), 하드웨어 안티앨리어싱 (Accuview AA), 그리고 DVD 재생 기능이었다. 레거시 Direct3D 7-클래스 고정 기능 T&L은 이제 버텍스 셰이더로 구현되었다. 적절한 듀얼 모니터 지원(TwinView)도 지포스 2 MX에서 가져왔다. 지포스4 Ti는 MX에 비해 생산 비용이 높다는 점을 제외하고는 거의 모든 면에서 지포스4 MX보다 우수했다. 다만 MX에는 Ti에 없는 엔비디아 VPE(비디오 처리 엔진)가 있었다.

### 라인업
초기 두 모델은 Ti4400 (미화 299달러)과 최고급 모델인 Ti4600 (미화 399달러)이었다. 출시 당시 엔비디아의 주요 제품은 보급형 지포스 2 MX, 중급형 지포스4 MX 모델(Ti4400 및 Ti4600과 동시 출시), 그리고 오래되었지만 여전히 고성능인 지포스 3(중상급 또는 성능 틈새 시장으로 강등)이었다. 그러나 ATI의 라데온 8500LE (9100)(플래그십 라데온 8500의 클럭 속도를 낮춘 버전)은 Ti4400보다 약간 저렴했으며, 가격 경쟁 상대인 지포스 3 Ti200과 지포스4 MX 460보다 뛰어난 성능을 보였다. 지포스 3 Ti500(지포스4 출시 전 미화 299달러)은 가격 인하를 정당화할 만큼 저렴하게 생산될 수 없어 빠르게 구식이 되었지만, 지포스 3 Ti200과 지포스4 Ti4400 사이의 성능 격차를 메웠다.
결과적으로 엔비디아는 약간 더 저렴한 모델인 Ti4200을 출시했다. Ti4200은 원래 지포스4 라인업 출시의 일부가 될 예정이었지만, 엔비디아는 곧 단종될 지포스 3 Ti500 칩의 재고를 소진하기 위해 출시를 연기했다. Ti4200이 Ti4400의 판매에 손해를 입히는 것을 막기 위해 엔비디아는 128 MiB 프레임 버퍼를 가진 모델의 Ti4200 메모리 속도를 222 MHz로 설정했다. 이는 Ti4400(모두 128 MiB 프레임 버퍼를 가짐)보다 53 MHz나 느린 속도였다. 64 MiB 프레임 버퍼를 가진 모델은 250 MHz 메모리 속도로 설정되었다. 그러나 이 전략은 두 가지 이유로 실패했다. 첫째, Ti4400은 최고 성능을 원하는 사용자(Ti4600 선호)와 가성비를 원하는 사용자(일반적으로 Ti4200 선택) 모두에게 충분히 좋지 않다고 인식되어 Ti4400이 잊혀졌다. 또한 일부 그래픽 카드 제조업체는 엔비디아의 Ti4200 지침을 무시하고 128 MiB 모델의 메모리 속도를 어쨌든 250 MHz로 설정했다.
그리고 2002년 후반에 NV25 코어는 AGP-8X 지원만 추가된 NV28 코어로 대체되었다. AGP-8X를 지원하는 Ti4200은 이 칩을 기반으로 Ti4200-8X로 판매되었다. Ti4800SE는 Ti4400을 대체했고 Ti4800은 8X AGP NV28 코어가 도입되었을 때 Ti4600을 각각 대체했다.
Ti 시리즈의 유일한 모바일 파생형은 2002년 후반에 출시된 지포스4 4200 Go (NV28M)였다. 이 솔루션은 모바일 변형의 클럭 속도가 낮긴 했지만, NV28 기반 Ti4200과 동일한 기능 세트와 유사한 성능을 제공했다. 이는 모빌리티 라데온 9000을 크게 능가했으며, 엔비디아의 첫 DirectX 8 노트북 그래픽 솔루션이었다. 그러나 이 GPU는 모바일 환경을 위해 설계되지 않아 데스크톱 부품과 유사한 열 출력을 가졌다. 4200 Go는 또한 MX 기반 지포스4 4x0 Go 시리즈나 RV250 기반 모빌리티 라데온 9000과 같은 절전 회로가 부족했다. 이는 노트북 제조업체, 특히 배터리 수명과 관련하여 문제를 야기했다.

### 성능
지포스4 Ti는 구형 지포스 3보다 상당한 차이로 뛰어난 성능을 보였다. 경쟁 모델인 ATI 라데온 8500은 일반적으로 지포스 3 라인보다 빨랐지만, 가격과 더 진보된 픽셀 셰이더(1.4) 지원을 제외한 모든 면에서 지포스4 Ti에 가려졌다. 그러나 엔비디아는 Ti4200의 출시를 지연시키고 128 MiB 모델을 충분히 빠르게 출시하지 못하여 상위/성능 부문을 장악할 기회를 놓쳤다. 그렇지 않았다면 Ti4200은 이전 최고급 지포스 3 Ti500과 라데온 8500보다 저렴하고 빨랐을 것이다. Ti4200의 늦은 출시 외에도 제한적으로 출시된 지포스 3 Ti200의 128 MiB 모델은 인상적이지 못했으며, 라데온 8500LE와 심지어 풀 8500까지 한동안 상위권 성능을 지배하게 만들었다. 매트록스 파헬리아는 여러 DirectX 9.0 기능과 다른 혁신적인 기능을 가졌음에도 불구하고 최대 지포스 3 및 지포스 4 Ti 4200과 경쟁할 수 있는 수준이었지만, Ti 4600과 동일한 미화 399달러의 가격이 책정되었다.
지포스 4 Ti4200은 더 높은 클럭 속도의 동료들에 비해 상당한 수명을 누렸다. 4600의 절반 가격(미화 199달러 대 399달러)으로 출시된 4200은 2002년 말에 수명이 짧았던 DirectX 9 ATI 라데온 9500 Pro가 출시되기 전까지 가격과 성능 사이의 최고의 균형을 유지했다. Ti4200은 2003년 후반에 출시된 여러 차세대 DirectX 9 호환 GPU에 비해 여전히 경쟁력을 유지했으며, 지포스 FX 5200과 중급형 FX 5600을 능가했으며, 일부 상황에서는 중급형 라데온 9600 Pro(라데온 9500 Pro의 ATI 영구 후속작)와 비슷한 성능을 보였다.

## 지포스4 MX

### 아키텍처

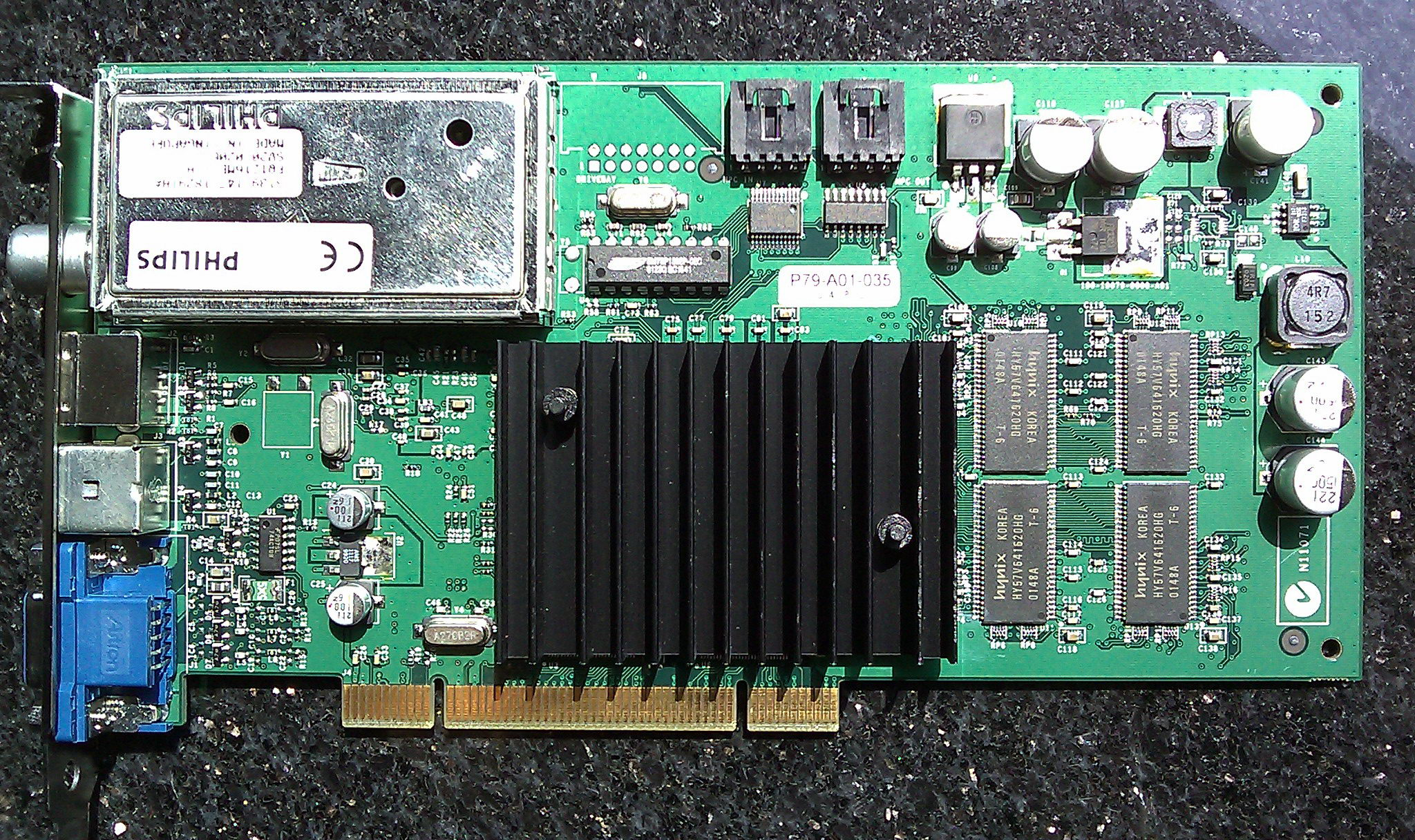
지포스4 MX420

계보상으로는 이전 세대 지포스2 (NV11 및 NV15)에 속하지만, 지포스4 MX (NV17)는 대역폭 및 필 레이트 절약 기술, 듀얼 모니터 지원, 그리고 Ti 시리즈 (NV25)의 멀티 샘플링 안티앨리어싱 유닛을 통합했다. 향상된 128비트 DDR 메모리 컨트롤러는 지포스 256 (NV10) 및 지포스2 라인을 괴롭혔던 대역폭 제한을 해결하는 데 결정적인 역할을 했다. 또한 엔비디아의 하이엔드 CAD 제품 설계 유산을 일부 계승하여, 성능이 중요한 비게임 애플리케이션에서는 놀랍도록 효과적이었다. 가장 주목할 만한 예는 오토캐드인데, 지포스4 MX는 몇 배나 비싼 지포스4 Ti 카드와 한 자릿수 퍼센트 내의 결과를 보여주었다.
많은 사람들이 지포스4 MX라는 이름이 이전 지포스3 (NV20)보다 기술적으로 뒤떨어져 있어 오해의 소지가 있는 마케팅 술책이라고 비판했다. Ti와 MX 라인의 기능 비교 차트에서는 MX에 누락된 유일한 "기능"이 nfiniteFX II 엔진, 즉 DirectX 8 프로그래밍 가능한 버텍스 및 픽셀 셰이더라는 것을 보여주었다. 그러나 지포스4 MX는 셰이더 하드웨어를 제거한 지포스4 Ti가 아니었으며, 셰이더를 사용하지 않는 게임에서 MX의 성능은 Ti에 비해 상당히 뒤떨어졌다.
동영상 애플리케이션에서 지포스4 MX는 새로운 기능을 제공했다. 이는 (지포스4 Ti가 아닌) 지포스 제품군 중 처음으로 엔비디아 VPE (비디오 처리 엔진)를 탑재한 모델이었다. 또한 하드웨어-iDCT 및 VLC (가변 길이 코드) 디코딩을 제공하여, VPE를 엔비디아의 이전 HDVP에서 주요 업그레이드로 만들었다. MPEG-2 재생 애플리케이션에서는 VPE가 마침내 ATI의 비디오 엔진과 정면으로 경쟁할 수 있게 되었다.

### 라인업

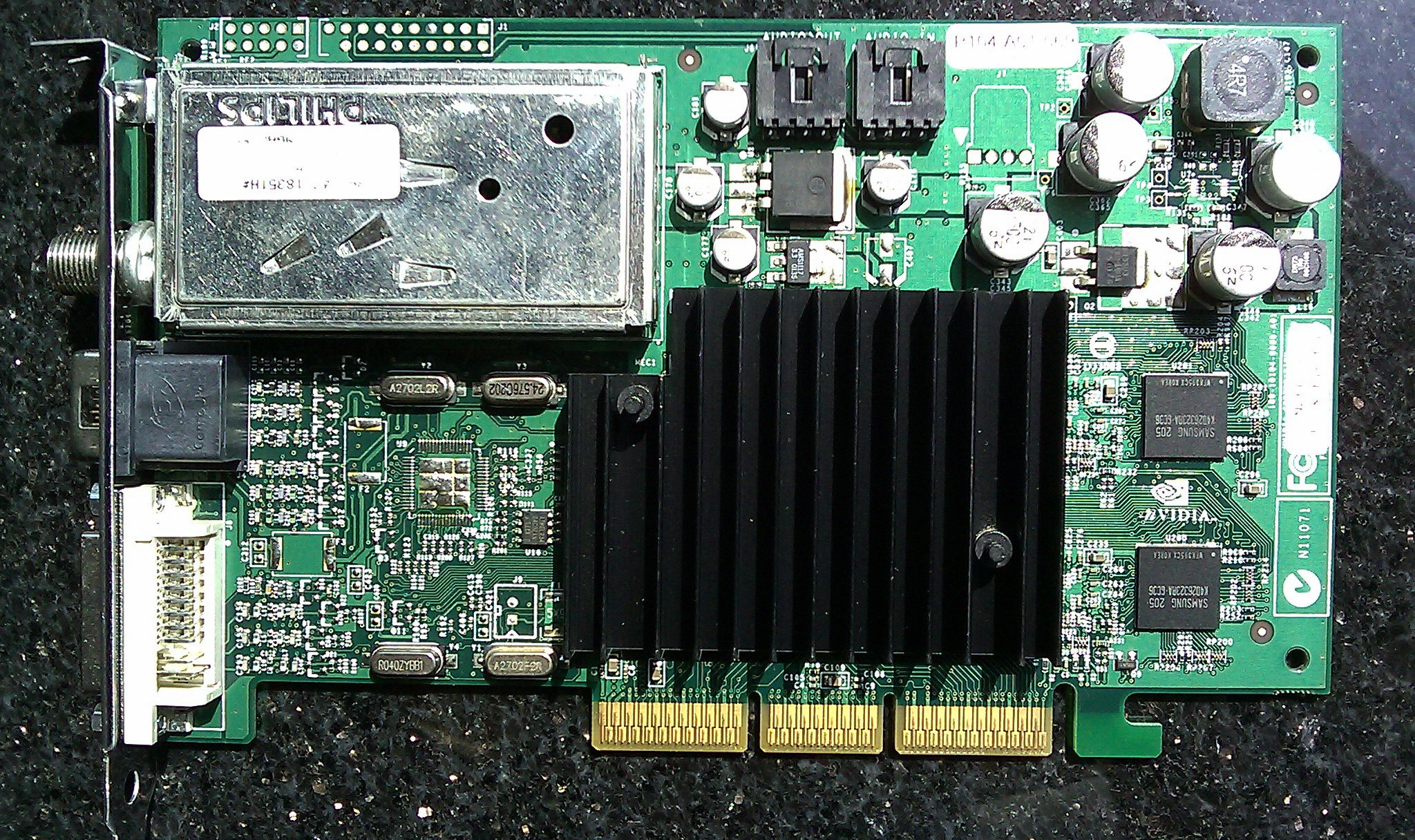
지포스4 MX440

초기에는 MX420, MX440, MX460의 세 가지 모델이 있었다. MX420은 SDR (단일 데이터 전송률) 메모리만 가졌으며 매우 저가형 PC를 위해 설계되었고, 지포스2 MX100 및 MX200을 대체했다. 지포스4 MX440은 대량 시장 OEM 솔루션으로, 지포스2 MX/MX400 및 지포스2 Ti를 대체했다. 지포스4 MX460은 초기에는 MX440과 Ti4400 사이에 위치할 예정이었으며, Ti4200의 출시는 보류되었다.
3D 성능 면에서 MX420은 지포스2 MX400보다 약간 더 나은 성능을 보였고 지포스2 GTS보다는 낮았다. 그러나 이는 대상 사용자층을 고려할 때 큰 문제는 아니었다. MX420의 직접적인 경쟁 상대는 ATI의 라데온 7000이었다. 실제로는 인텔의 845G나 엔비디아 자체의 nForce 2와 같은 칩셋 통합 그래픽 솔루션이 주요 경쟁자였지만, MX420의 주요 장점은 다중 모니터 지원이었다. 인텔 솔루션은 이러한 기능이 전혀 없었고, nForce 2의 다중 모니터 지원은 MX 시리즈가 제공하는 것보다 훨씬 열등했다.

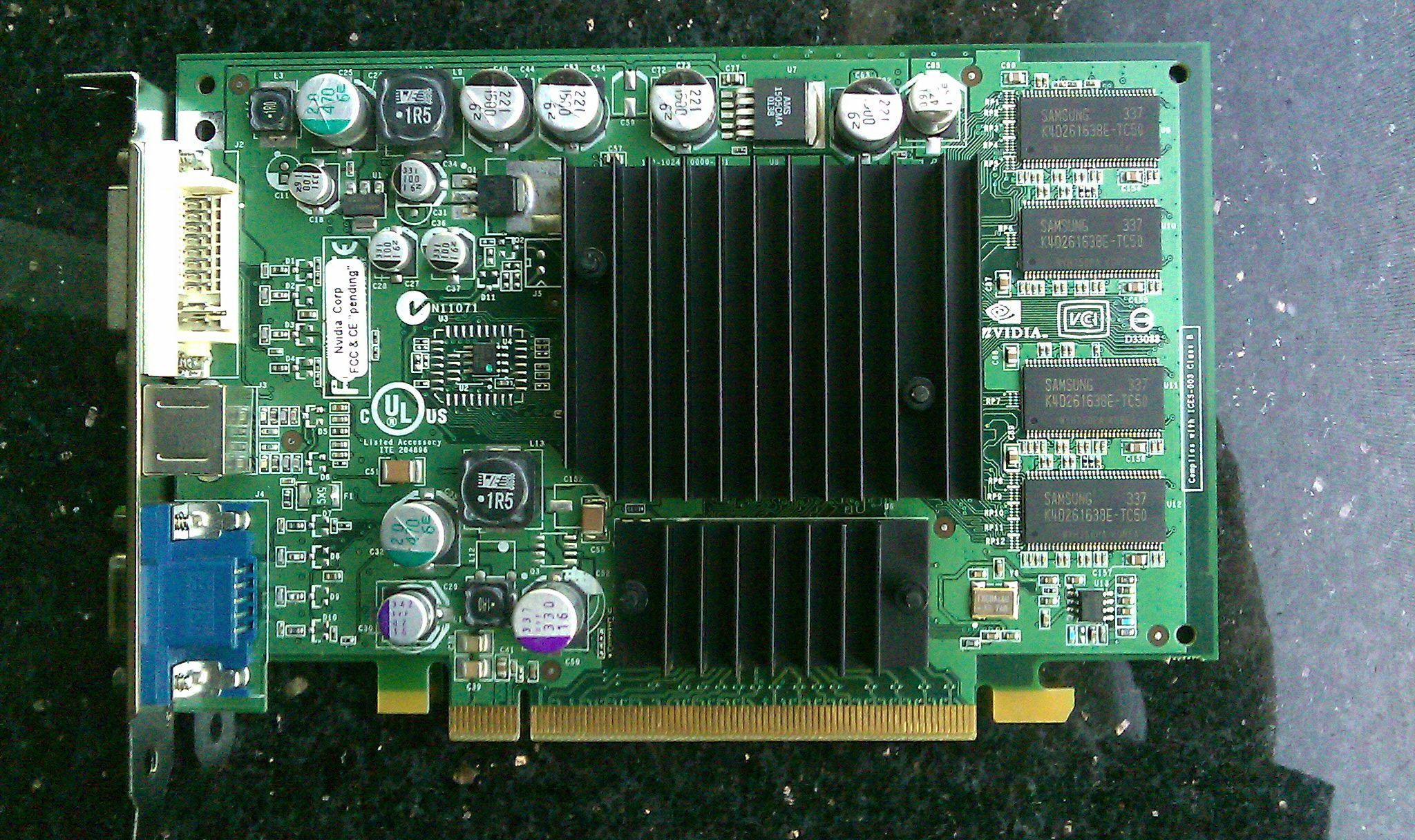
엔비디아 지포스 PCX 4300

MX440은 의도된 사용자층에게 합리적인 성능을 제공했으며, 가장 가까운 경쟁 모델인 ATI 라데온 7500과 단종된 지포스2 Ti를 능가했다. 게임 애호가들의 혹독한 비판에도 불구하고 MX440은 지포스2 MX의 대체품으로 PC OEM 시장에서 성공을 거두었다. 지포스2 MX보다 약 30% 높은 가격으로 더 나은 성능을 제공했으며, 지포스2가 제대로 실행할 수 없었던 여러 인기 게임을 플레이할 수 있었다. 무엇보다도, 일반 비전문가들에게는 "진정한" 지포스4, 즉 지포스4 Ti처럼 들렸다. 존 카맥은 처음에 게이머들에게 지포스 4 MX440을 구매하지 말라고 경고했지만, 비교적 광범위하게 채택되면서 이드 소프트웨어는 이를 둠 3에서 지원하는 유일한 DirectX 7.0 GPU로 만들 수밖에 없었다. ATI가 2002년 9월에 라데온 9000 Pro를 출시했을 때, 이 모델은 MX440과 거의 동일한 성능을 보였지만, 더 나은 단일 텍스처링 성능과 DirectX 8 셰이더의 적절한 지원이라는 결정적인 장점이 있었다. 그러나 9000은 MX440이 OEM 시장에서 확고하게 자리 잡은 지위를 깨뜨릴 수 없었다. 엔비디아의 라데온 9000에 대한 궁극적인 답변은 지포스 FX 5200이었지만, 5200의 DirectX 9 기능에도 불구하고 DirectX 7.0 게임에서도 MX440에 비해 유의미한 성능 향상이 없었다. 이로 인해 5200이 단종되는 동안 MX440은 계속 생산되었다.
가장 빠른 DirectX 7.0 호환 GPU 중 하나인 MX460의 성능은 단종된 지포스 2 울트라 및 기존 지포스3 Ti200(지포스 3 제품군 중 남아있는 모델)과 유사했다. 그러나 ATI는 가격 경쟁 상대인 지포스 3 Ti200과 지포스4 MX 460을 능가하는 라데온 8500LE를 출시했다. ATI의 이러한 움직임은 엔비디아가 Ti4200을 예정보다 일찍, MX 460과 유사한 가격으로 출시하게 만들었고, 곧바로 Ti200을 단종시켰다. Ti200, 8500LE, Ti4200은 모두 DirectX 8.0 호환이었으며 MX460과 유사한 시장 가격을 가졌지만, 8500LE와 Ti4200은 MX460보다 훨씬 더 나은 성능을 제공하여 MX460이 다른 지포스 4 MX 제품들만큼 인기를 얻지 못하게 했다.
지포스4 Go는 MX 라인에서 파생되었으며, 2002년 초에 지포스4 Ti 및 MX 라인업의 나머지 부분과 함께 발표되었다. 420 Go, 440 Go, 460 Go가 있었다. 그러나 ATI는 유사한 성능의 모빌리티 라데온 7500과 나중에 DirectX 8.0 호환 모빌리티 라데온 9000으로 시장을 선점했다. (이름과는 달리, 수명이 짧았던 4200 Go (NV28M)는 이 라인업에 속하지 않으며, Ti 라인에서 파생되었다.)
Ti 시리즈와 마찬가지로 MX도 2002년 후반에 NV18 코어로 AGP-8X를 지원하도록 업데이트되었다. 두 가지 새로운 모델은 원래 MX440보다 약간 더 빠른 클럭 속도를 가진 MX440-8X와 더 좁은 메모리 버스를 가졌으며 MX420의 대체품으로 의도된 MX440SE였다. 이 시점에서 단종된 MX460은 대체되지 않았다. 2003년 후반에는 또 다른 변형인 MX 4000이 뒤를 이었는데, 이는 약간 더 높은 메모리 클럭을 가진 지포스4 MX440SE였다.
지포스4 MX 라인업은 2004년에 세 번째이자 마지막 업데이트를 받았는데, PCX 4300은 MX 4000과 기능적으로 동일했지만 PCI 익스프레스를 지원했다. 새로운 암호명 (NV19)에도 불구하고, PCX 4300은 사실 NV18 코어에 BR02 칩을 통해 NV18의 기본 AGP 인터페이스를 PCI-익스프레스 버스와 연결한 것에 불과했다.

## 지포스4 모델 정보
- 모든 모델은 TSMC 150 nm 제조 공정으로 생산된다.
- 모든 모델은 nView를 지원한다.

| 모델                         | 출시             | 암호명 | 트랜지스터 (백만 개) | 다이 크기 (mm2) | 버스 인터페이스 | 코어 클럭 (MHz) | 메모리 클럭 (MHz)        | 코어 구성 | 필레이트      | 필레이트  | 필레이트  | 필레이트    | 메모리              | 메모리                     | 메모리    | 메모리             | 지원되는 API 버전 | 지원되는 API 버전 | 성능 (GFLOPS FP32) | TDP (와트) |
| 모델                         | 출시             | 암호명 | 트랜지스터 (백만 개) | 다이 크기 (mm2) | 버스 인터페이스 | 코어 클럭 (MHz) | 메모리 클럭 (MHz)        | 코어 구성 | MOperations/s | MPixels/s | MTexels/s | MVertices/s | 크기 (MB)           | 대역폭 (GB/s)              | 버스 유형 | 버스 폭 (비트)     | Direct3D          | OpenGL            | 성능 (GFLOPS FP32) | TDP (와트) |
| ---------------------------- | ---------------- | ------ | -------------------- | --------------- | --------------- | --------------- | ------------------------ | --------- | ------------- | --------- | --------- | ----------- | ------------------- | -------------------------- | --------- | ------------------ | ----------------- | ----------------- | ------------------ | ---------- |
| 지포스4 MX IGP + nForce2     | 2002년 10월 1일  | NV1F   | ?                    | ?               | FSB             | 250             | 133 200                  | 2:0:4:2   | 500           | 500       | 1,000     | 125         | 시스템 RAM 최대 128 | 2.128 6.4                  | DDR       | 64 128             | 7.0               | 1.2               | 1.000              | ?          |
| 지포스4 MX420                | 2002년 2월 6일   | NV17   | 29                   | 65              | AGP 4x PCI      | 250             | 166                      | 2:0:4:2   | 500           | 500       | 1,000     | 125         | 64                  | 2.656                      | SDR DDR   | 128 (SDR) 64 (DDR) | 7.0               | 1.2               | 1.000              | 14         |
| 지포스4 MX440 SE             | 2002년           | NV17   | 29                   | 65              | AGP 4x PCI      | 250             | 133 166                  | 2:0:4:2   | 500           | 500       | 500 1000  | 125         | 64 128              | 2.128 5.312                | DDR       | 64 128             | 7.0               | 1.2               | 1.000              | 13         |
| 지포스 MX4000                | 2003년 12월 14일 | NV18B  | 29                   | 65              | AGP 8x PCI      | 250             | 166                      | 2:0:4:2   | 500           | 500       | 1000      | 125         | 64 128              | 2.656                      | DDR       | 64                 | 7.0               | 1.2               | 1.000              | 14         |
| 지포스 PCX4300               | 2004년 2월 19일  | NV18B  | 29                   | 65              | PCIe x16        | 250             | 166                      | 2:0:4:2   | 500           | 500       | 1000      | 125         | 128                 | 2.656                      | DDR       | 64                 | 7.0               | 1.2               | 1.000              | 16         |
| 지포스4 MX440                | 2002년 2월 6일   | NV17   | 29                   | 65              | AGP 4x PCI      | 275             | 200                      | 2:0:4:2   | 550           | 550       | 1,100     | 137.5       | 64 128              | 6.4                        | DDR       | 128                | 7.0               | 1.2               | 1.100              | 18         |
| 지포스4 MX440 8x             | 2002년 9월 25일  | NV18   | 29                   | 65              | AGP 8x PCI      | 275             | 166 250                  | 2:0:4:2   | 550           | 550       | 1,100     | 137.5       | 64 128              | 2.656 8.0                  | DDR       | 64 128             | 7.0               | 1.2               | 1.100              | 19         |
| 지포스4 MX460                | 2002년 2월 6일   | NV17   | 29                   | 65              | AGP 4x PCI      | 300             | 275                      | 2:0:4:2   | 600           | 600       | 1,200     | 150         | 64 128              | 8.8                        | DDR       | 128                | 7.0               | 1.2               | 1.200              | 22         |
| 지포스4 Ti4200               | 2002년 4월 16일  | NV25   | 63                   | 142             | AGP 4x          | 250             | 222 (128 MB) 250 (64 MB) | 4:2:8:4   | 1,000         | 1,000     | 2,000     | 125         | 64 128              | 7.104 (128 MB) 8.0 (64 MB) | DDR       | 128                | 8.1               | 1.3               | 15.00              | 33         |
| 지포스4 Ti4200 8x            | 2002년 9월 25일  | NV28   | 63                   | 142             | AGP 8x          | 250             | 250                      | 4:2:8:4   | 1,000         | 1,000     | 2,000     | 125         | 64 128              | 8.0                        | DDR       | 128                | 8.1               | 1.3               | 15.00              | 34         |
| 지포스4 Ti4400               | 2002년 2월 6일   | NV25   | 63                   | 142             | AGP 4x          | 275             | 275                      | 4:2:8:4   | 1,100         | 1,100     | 2,200     | 137.5       | 128                 | 8.8                        | DDR       | 128                | 8.1               | 1.3               | 16.50              | 37         |
| 지포스4 Ti4400 8x (Ti4800SE) | 2003년 1월 20일  | NV28   | 63                   | 101             | AGP 8x          | 275             | 275                      | 4:2:8:4   | 1,100         | 1,100     | 2,200     | 137.5       | 128                 | 8.8                        | DDR       | 128                | 8.1               | 1.3               | 16.50              | 38         |
| 지포스4 Ti4600               | 2002년 2월 6일   | NV25   | 63                   | 142             | AGP 4x          | 300             | 325                      | 4:2:8:4   | 1,200         | 1,200     | 2,400     | 150         | 128                 | 10.4                       | DDR       | 128                | 8.1               | 1.3               | 18.00              | ?          |
| 지포스4 Ti4600 8x (Ti4800)   | 2003년 1월 20일  | NV28   | 63                   | 101             | AGP 8x          | 300             | 325                      | 4:2:8:4   | 1,200         | 1,200     | 2,400     | 150         | 128                 | 10.4                       | DDR       | 128                | 8.1               | 1.3               | 18.00              | 43         |

1. ↑  픽셀 셰이더 수: 버텍스 셰이더 수: 텍스처 매핑 유닛 수: 렌더 출력 유닛 수
2. ↑  지포스4 Ti4400 8x: 이 칩을 활용한 카드 제조업체는 카드를 Ti4800SE로 표기했다. 칩 표면에는 "Ti-8x"가 인쇄되어 있다.
3. ↑  지포스4 Ti4600 8x: 이 칩을 활용한 카드 제조업체는 카드를 Ti4600으로, 경우에 따라 Ti4800으로 표기했다. 칩 표면에는 "Ti-8x"가 인쇄되어 있으며, 하단에는 "4800"이 인쇄되어 있다.

| 모델              | 기능              | 기능                   |
| 모델              | nFiniteFX II 엔진 | 비디오 처리 엔진 (VPE) |
| ----------------- | ----------------- | ---------------------- |
| 지포스4 MX420     | 아니요            | 예                     |
| 지포스4 MX440 SE  | 아니요            | 예                     |
| 지포스4 MX4000    | 아니요            | 예                     |
| 지포스4 PCX4300   | 아니요            | 예                     |
| 지포스4 MX440     | 아니요            | 예                     |
| 지포스4 MX440 8X  | 아니요            | 예                     |
| 지포스4 MX460     | 아니요            | 예                     |
| 지포스4 Ti4200    | 예                | 아니요                 |
| 지포스4 Ti4200 8x | 예                | 아니요                 |
| 지포스4 Ti4400    | 예                | 아니요                 |
| 지포스4 Ti4400 8x | 예                | 아니요                 |
| 지포스4 Ti4600    | 예                | 아니요                 |
| 지포스4 Ti4600 8x | 예                | 아니요                 |

### 지포스4 Go 모바일 GPU 시리즈
- 모바일 GPU는 메인보드에 납땜되거나 모바일 PCI 익스프레스 모듈 (MXM)에 연결된다.
- 모든 모델은 150 nm 제조 공정으로 만들어진다.

| 모델            | 출시             | 암호명 | 버스 인터페이스 | 코어 클럭 (MHz) | 메모리 클럭 (MHz) | 코어 구성 | 필레이트      | 필레이트  | 필레이트  | 필레이트    | 메모리    | 메모리        | 메모리    | 메모리         | API 지원 | API 지원 |
| 모델            | 출시             | 암호명 | 버스 인터페이스 | 코어 클럭 (MHz) | 메모리 클럭 (MHz) | 코어 구성 | MOperations/s | MPixels/s | MTexels/s | MVertices/s | 크기 (MB) | 대역폭 (GB/s) | 버스 유형 | 버스 폭 (비트) | Direct3D | OpenGL   |
| --------------- | ---------------- | ------ | --------------- | --------------- | ----------------- | --------- | ------------- | --------- | --------- | ----------- | --------- | ------------- | --------- | -------------- | -------- | -------- |
| 지포스4 Go 410  | 2002년 2월 6일   | NV17M  | AGP 8x          | 200             | 200               | 2:0:4:2   | 400           | 400       | 800       | 0           | 16        | 1.6           | SDR       | 64             | 7.0      | 1.2      |
| 지포스4 Go 420  | 2002년 2월 6일   | NV17M  | AGP 8x          | 200             | 400               | 2:0:4:2   | 400           | 400       | 800       | 0           | 32        | 3.2           | DDR       | 64             | 7.0      | 1.2      |
| 지포스4 Go 440  | 2002년 2월 6일   | NV17M  | AGP 8x          | 220             | 440               | 2:0:4:2   | 440           | 440       | 880       | 0           | 64        | 7.04          | DDR       | 128            | 7.0      | 1.2      |
| 지포스4 Go 460  | 2002년 10월 14일 | NV17M  | AGP 8x          | 250             | 500               | 2:0:4:2   | 500           | 500       | 1000      | 0           | 64        | 8             | DDR       | 128            | 7.0      | 1.2      |
| 지포스4 Go 488  |                  | NV18M  | AGP 8x          | 300             | 550               | 2:0:4:2   | 600           | 600       | 1200      | 0           | 64        | 8.8           | DDR       | 128            | 7.0      | 1.2      |
| 지포스4 Go 4200 | 2002년 11월 14일 | NV28M  | AGP 8x          | 200             | 400               | 4:2:8:4   | 800           | 800       | 1600      | 100         | 64        | 6.4           | DDR       | 128            | 8.1      | 1.3      |

1. ↑  픽셀 셰이더 수: 버텍스 셰이더 수: 텍스처 매핑 유닛 수: 렌더 출력 유닛 수

## 지포스4 Go 드라이버 지원
이 제품군은 노트북 시장을 위해 생산된 지포스4 MX 제품군의 파생형이다. 지포스4 Go 제품군은 성능 면에서 MX 라인과 비슷하다고 볼 수 있다.
Go 제품군의 드라이버 지원 부족에 대한 한 가지 해결책은 서드파티 Omega Drivers이다. 서드파티 드라이버를 사용하면 보증이 무효화될 수 있다. Omega Drivers는 노트북 제조업체, 노트북 ODM, 엔비디아 모두에서 지원하지 않는다. 엔비디아는 엔비디아 로고를 포함한 Omega Drivers 버전에 대해 법적 조치를 시도했다.

## 지원 중단
엔비디아는 지포스 4 시리즈에 대한 드라이버 지원을 중단했다.

### 최종 드라이버
- 윈도우 9x 및 윈도우 미: 2005년 12월 21일 출시된 81.98; 다운로드;

제품 지원 목록 윈도우 95/98/미 – 81.98.
- 윈도우 9x/미용 드라이버 버전 81.98은 엔비디아가 이 시스템용으로 출시한 마지막 드라이버 버전이며, 이후 이 시스템용으로 새로운 공식 릴리스는 없었다.

- 윈도우 2000, 32비트 윈도우 XP, 64비트 윈도우 XP 및 미디어 센터 에디션: 2006년 11월 2일 출시된 93.71; 다운로드.
- 윈도우 2000, 32비트 윈도우 XP, 64비트 윈도우 XP 및 미디어 센터 에디션: 2006년 11월 28일 출시된 93.81 (베타); 다운로드.

윈도우 2000/XP용 드라이버는 윈도우 비스타 및 7과 같은 이후 버전의 윈도우에도 설치할 수 있지만, 이러한 운영 체제의 데스크톱 컴포지팅이나 에어로 효과를 지원하지 않는다.
참고: 94.24(2006년 5월 17일 출시)가 지포스 4 시리즈를 지원한다는 문서상의 주장에도 불구하고, 실제로는 그렇지 않다(94.24는 실제로는 지포스 6 및 지포스 7 시리즈만 지원한다).
(지원 제품 목록도 이 페이지에 있다)
윈도우 95/98/미 드라이버 아카이브

윈도우 XP/2000 드라이버 아카이브
- 리눅스/BSD/솔라리스: 2012년 9월 14일 출시된 96.43.23; 다운로드;

유닉스 드라이버 아카이브

## 같이 보기
- 그래픽 카드
- 그래픽 처리 장치